# Rio Fluvià
O Fluvià é um rio catalão que nasce na região da Garrotxa, na localidade de Grau d'Olot, a 920 m de altitude e com 97,2 km de longitude. Percorre a planície de La Vall d'en Bas e passa por Olot, desaguando na zona do golfo de Roses, perto de Sant Pere Pescador. No seu percurso passa por Castellfollit de la Roca, Besalú e Torroella de Fluvià.
Os afluentes esquerdos são os mais importantes (ribeira de Bianya, o Llierca e o Borró); o único afluente direito de verdadeira importância é o Ser. A cabeceira está orientada de N a S e recolhe a humidade dos ventos de leste, que a convertem num condensador importante (mais de 1.000 mm de chuva anuais). Os relevos são constituídos, de N a S, por Capsacosta (1.111 m alto), Puig Estela (1.359 m), Puig de Santa Magdalena (1.247 m), Puigsacalm (1.514 m) e os Cingles d'Aiats (1.303 m).
O seu curso alto faz parte do Parque Natural da Zona Vulcânica da Garrotxa (Parc Natural de la Zona Volcànica de la Garrotxa, originalmente em catalão). A zona húmida da foz encontra-se incluída no Parque Natural dos Aiguamolls de l'Empordà e no espaço do PEIN e Rede Natura 2000.
Durante a Guerra Civil Espanhola de 1936-39, o rio Fluvià foi a última linha de resistência por parte das forças republicanas que se tentou de estabelecer antes da retirada total da Catalunha, em fevereiro de 1939.